# Physiphora violacea
Physiphora violacea är en tvåvingeart som först beskrevs av Friedrich Georg Hendel 1910.  Physiphora violacea ingår i släktet Physiphora och familjen fläckflugor. Inga underarter finns listade i Catalogue of Life.